# Vallecorsa
Vallecorsa – miejscowość i gmina we Włoszech, w regionie Lacjum, w prowincji Frosinone.
Według danych na rok 2004 gminę zamieszkiwało 3110 osób, 79,7 os./km².
W Vallecorsa urodziła się św. Maria De Mattias, założycielka Zgromadzenia Adoratorek Krwi Chrystusa, patronka miasta Bolesławiec. 

## Współpraca
- Monte Sant’Angelo, Włochy
- Bolesławiec, Polska